# Lycodryas cococola
Lycodryas cococola — вид змій родини Pseudoxyrhophiidae. Ендемік Коморських Островів.

## Підвиди
Виділяють два підвиди:
- Lycodryas cococola cococola Hawlitschek, Nagy & Glaw, 2012 — острів Великий Комор;
- Lycodryas cococola innocens Hawlitschek, Nagy & Glaw, 2012 — острів Мохелі.

## Поширення і екологія
Lycodryas cococola мешкають на островах Великий Комор і Мохелі в архіпелазі Коморських островів. Вони живуть у вологих тропічних лісах і мангрових лісах, трапляються у деградованих лісах та на плантаціях. Ведуть деревний, присмерковий або нічний спосіб життя, рідко зустрічаються вдень. Живляться геконами та іншими ящірками.

## Збереження
МСОП класифікує стан збереження цього виду як близький до загрозливого. Lycodryas cococola загрожує знищення природного середовища.